# Harry Melges
Harry Clemens Melges (Elkhorn (Wisconsin), 26 januari 1930 – Fontana-on-Geneva Lake (Wisconsin), 18 mei 2023) was een Amerikaans zeiler.
Melges won samen met William Bentsen de bronzen Olympische medaille medaille in 1964.
Acht jaar later won Melges met Bentsen en William Allen tijdens de Olympische Zomerspelen 1972 de gouden medaille in de Soling.
Melges werd in 1978 en 1979 wereldkampioen in de Star.
Melges overleed op 93-jarige leeftijd.

## Wereldkampioenschappen
| Jaar | Plaats        | Resultaten |
| ---- | ------------- | ---------- |
| 1975 | Chicago       | Soling     |
| 1978 | San Francisco | star       |
| 1979 | Marstrand     | star       |

## Olympische Zomerspelen
| Jaar | Plaats  | Resultaten      |
| ---- | ------- | --------------- |
| 1964 | Tokio   | Flying Dutchman |
| 1972 | München | Soling          |

1972: William Allen / William Bentsen / Harry Melges ·
1976: Valdemar Bandolowski / Erik Hansen / Poul Richard Høj Jensen ·
1980: Valdemar Bandolowski / Erik Hansen / Poul Richard Høj Jensen ·
1984: Roderick Davis / Robert Haines / Edward Trevelyan ·
1988: Thomas Flach / Bernd Jäkel / Jochen Schümann ·
1992: Jesper Bank / Steen Secher / Jesper Seier ·
1996: Thomas Flach / Bernd Jäkel / Jochen Schümann ·
2000: Jesper Bank / Henrik Blakskjær / Thomas Jacobsen